# SC Braga
Az SC Braga, teljes nevén Sporting Clube de Braga a portugál labdarúgó-bajnokság élvonalának egyik klubja. Székhelye Braga városában található. A csapat az 1965–66-os szezonban és a 2015–16-os szezonban megnyerte a portugál labdarúgókupát, 2008-ban elhódította az Intertotó-kupát is. Mivel a 2009–10-es idényben bajnoki ezüztémes lett, elnyerte a lehetőséget a 2010–2011-es UEFA-bajnokok ligájának harmadik selejtezőkörében való indulásra. Egészen a döntőig meneteltek, ott az FC Porto győzte le őket 1-0-ra.

## Története
A klubot 1921-ben alapították Bragában. A csapat korábbi edzője Szabó József az 1930-as években megtekintette az angol Arsenal FC mérkőzését a Highbury Stadionban és Bragába visszatérve javasolta az addigi zöld mez piros-fehérre változtatását. Ötletét elfogadták és a klubot sokan azóta is minhói Arsenalnak nevezik. Az SC Braga még az ificsapatát is átkeresztelte Arsenal do Bragára. A klub életének első komoly sikere 1966-ban következett be, amikor a csapat az 1965–66-os szezonban megnyerte a portugál labdarúgókupát.
A 2003–04-es szezonban Jesualdo Ferreira lett a csapat edzője. Ferreira sikeres munkájának köszönhetően a csapat a 2005–06-os szezonban a negyedik helyen végzett a bajnokságban. A 2010-11-es szezonban döntőbe jutottak az Európa-ligában, de a döntőt elvesztették az FC Porto ellen.

## Mezek
A csapat eredetileg zöld mezben játszott az 1930-as évekig, amikor a korábbi edző Szabó József tanácsára azt az Arsenal FC mintájára piros-fehérre változtatták.

## Sikerek
Kupa:
- Győztes: 1965–66, 2015-16
- Döntős: 1976–77, 1981–82, 1997–98, 2014-15

Szuperkupa:
- Döntős: 1981–82, 1997–98

Portugál labdarúgó-ligakupa
- Győztes: 2012-13

Intertotó-kupa:
- Győztes: 2008

Európa-liga:
- Döntős: 1 alkalommal (2011)

## Játékosok
2025. január 14. szerint
| #  |     | Poszt | Név                                      |
| -- | --- | ----- | ---------------------------------------- |
| 1  | BRA | K     | Matheus                                  |
| 2  | SPA | V     | Victor Gómez                             |
| 3  | BRA | V     | Robson Bambu                             |
| 4  | MLI | V     | Sikou Niakité                            |
| 6  | BRA | KP    | Vitor Carvalho                           |
| 7  | POR | CS    | Bruma                                    |
| 8  | SPA | KP    | João Moutinho                            |
| 9  | MAR | CS    | Amine Elouazzani                         |
| 10 | POR | KP    | André Horta                              |
| 11 | POR | CS    | Roger Fernandes                          |
| 12 | POR | K     | Tiago Sá                                 |
| 13 | POR | V     | João Ferreira (kölcsönben a Watford-tól) |
| 15 | POR | V     | Paulo Oliveira                           |

| #  |     | Poszt | Név                                  |
| -- | --- | ----- | ------------------------------------ |
| 16 | URU | KP    | Rodrigo Zalazar                      |
| 19 | SPA | V     | Adrián Marin                         |
| 20 | SPA | KP    | Ismaël Gharbi                        |
| 21 | POR | CS    | Ricardo Horta                        |
| 22 | URU | KP    | Thiago Helguera                      |
| 25 | POR | V     | Yuri Ribeiro                         |
| 26 | GER | V     | Bright Arrey-Mbi                     |
| 29 | FRA | KP    | Jean-Baptiste Gorby                  |
| 33 | POR | CS    | João Marques                         |
| 39 | SPA | CS    | Fran Navarro (kölcsönben a Portotól) |
| 77 | ESP | CS    | Gabri Martínez                       |
| 91 | CZE | K     | Lukáš Horníček                       |

### Kölcsönök játékosok
| #  |     | Poszt | Név                                                            |
| -- | --- | ----- | -------------------------------------------------------------- |
| 17 | SWE | V     | Joe Mendes (kölcsönben a Baselnél 2025. június 30.-ig)         |
| 23 | COD | CS    | Simon Banza (kölcsönben a Trabzonspor-nel 2025. június 30.-ig) |

| #  |     | Poszt | Név                                                                  |
| -- | --- | ----- | -------------------------------------------------------------------- |
| 90 | SPA | CS    | Roberto Fernández (kölcsönben a Espanyolnel 2025. június 30.-ig)     |
|    | POL | V     | Bartłomiej Wdowik (kölcsönben a Hannover 96-nal 2025. június 30.-ig) |

## Ismertebb játékosok
| - Vítor Santos 1981–82, 1982–83, 1983–84, 1984–85, 1985–86, 1986–87, 1987–88, 1988–89 - Toni* 1985–86, 1986–87, 1987–88, 1988–89 - Laurate 1987–88, 1988–89, 1989–90, 1990–91 - Virgilio 1988–89, 1989–90 - Fehér Miklós** 2000–01 |

*Nem azonos António José Conceição Oliveirával
**Kölcsönben az FC Porto csapatától.

## Stadion

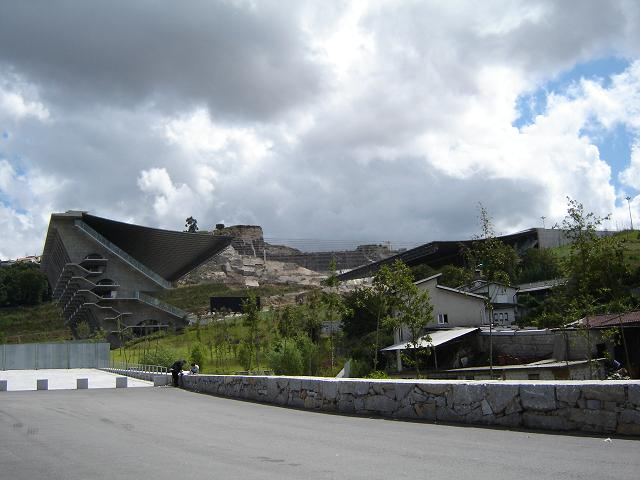
Az AXA stadion

Az SC Braga jelenleg az AXA Stadionban játszik, amely  30 286 befogadására alkalmas. Terveit Eduardo Souto de Moura építész készítette. Az AXA egyike a világ legfestőibb stadionjainak, mivel a Monte Castro-hegy oldalában található, ahonnan jó kilátás nyílik a városra. A hegyoldal egy részét mesterségesen távolították el, hogy otthont adhasson a stadionnak. A 83,1 millió eurós építési költség jelentős részét is ezek a munkálatok tették ki. Az stadion egyike volt a 2004-es labdarúgó-Európa-bajnokság helyszíneinek.
Az AXA eltér a legtöbb stadiontól, mivel csak két oldalon rendelkezik tribünökkel. A másik két oldalon az építkezés során keletkező kövekből falakat építettek. A tribünök felett ejtőernyő kupola található, amelyeket acélkötelek kötnek össze. Ezt a megoldást az ősi inka hidak ihletették.
A stadion felavatására 2003. december 30-án került sor a Celta de Vigo elleni mérkőzésen. A találkozót az SC Braga nyerte 1-0 arányban.

## Edzők
Ismertebb korábbi edzők
- Szabó József[3]
- António Conceição 1994–95, 1995–96, 1996–97, 1997–98, 1998–99, 2002–03[14]
- Manuel Cajuda 1994–95, 1995–96, 1996–97, 1998–99, 1999–2000, 2000–01, 2001–02[15]
- Vítor Oliveira 1998–99[16]
- Jesualdo Ferreira 2003–04, 2004–05, 2005–06[5]
- Carlos Carvalhal 2006–07[17]
- Jorge Costa 2006–07, 2007–08[18]
- Jorge Jesus 2008–09[19]

B csapat és juniorok
- António Caldas 1998–99, 1999–2000, 2000–01, 2001–02, 2002–03, 2003–04, 2004–05 (B csapat) és 2007–08 (juniorok)[20]
- António Conceição 1999–2000, 2000–01, 2001–02 (B csapat)[14]

Jelenlegi edző
- Domingos Paciência 2009–[21]

## Külső hivatkozások
- Hivatalos weboldal(portugálul)
- Hírek Archiválva 2011. július 23-i dátummal a Wayback Machine-ben(angolul)